# Вергато
Вергато (итал. Vergato) —  коммуна в Италии, располагается в регионе Эмилия-Романья, подчиняется административному центру Болонья.
Население составляет 7352 человека (на 2004 г.), плотность населения составляет 114 чел./км². Занимает площадь 59 км². Почтовый индекс — 40038. Телефонный код — 051.